# Allsvenskan i bandy för damer 1994/1995
Allsvenskan i bandy för damer 1994/1995 var Sveriges högsta division i bandy för damer säsongen 1994/1995. Säsongen avslutades med att norrgruppsvinnaren AIK blev svenska mästarinnor efter seger med 6-4 mot södergruppstvåan Västerstrands AIK på Studenternas IP i Uppsala den 18 mars 1995.

## Upplägg
Lagen var indelade i två geografiskt indelade enkelserier, där de fyra bästa lagen i varje grupp gick vidare till Elitserien, en enkel fortsättningsserie från vilken lag 1-4 gick vidare till slutspel om svenska mästerskapet. 

## Förlopp
Skytteligan vanns av Lena Krameus, Västerstrands AIK med 45 fullträffar..

## Seriespelet

### Allsvenskan norra
| Nr | Lag            | S | V | O | F | +/-     | P |
| -- | -------------- | - | - | - | - | ------- | - |
| 1  | AIK            | 5 | 4 | 0 | 0 | 62 - 4  | 8 |
| 2  | Härnösands AIK | 5 | 3 | 0 | 1 | 16 - 16 | 6 |
| 3  | Uppsala BoIS   | 5 | 2 | 0 | 2 | 8 - 17  | 4 |
| 4  | BK Ume-Trixa   | 5 | 1 | 0 | 3 | 10 - 31 | 2 |
| 5  | Sandvikens AIK | 5 | 0 | 0 | 4 | 8 - 36  | 0 |

### Allsvenskan södra
| Nr | Lag                | S | V | O | F | +/-     | P |
| -- | ------------------ | - | - | - | - | ------- | - |
| 1  | Kareby IS          | 5 | 3 | 0 | 1 | 31 - 8  | 6 |
| 2  | Västerstrands AIK  | 5 | 3 | 0 | 1 | 32 - 12 | 6 |
| 3  | IK Göta            | 5 | 3 | 0 | 1 | 26 - 9  | 6 |
| 4  | Sunvära SK         | 5 | 1 | 0 | 3 | 9 - 28  | 2 |
| 5  | Villa Lidköping BK | 5 | 0 | 0 | 4 | 4 - 45  | 0 |

### Elitserien
| Nr | Lag               | S  | V | O | F | +/-      | P  |
| -- | ----------------- | -- | - | - | - | -------- | -- |
| 1  | AIK               | 10 | 9 | 0 | 1 | 97 - 34  | 18 |
| 2  | Västerstrands AIK | 10 | 8 | 0 | 2 | 121 - 26 | 16 |
| 3  | Kareby IS         | 10 | 7 | 0 | 3 | 44 - 25  | 14 |
| 4  | IK Göta           | 10 | 2 | 0 | 3 | 23 - 19  | 4  |
| 5  | Härnösands AIK    | 10 | 3 | 1 | 6 | 34 - 62  | 7  |
| 6  | Uppsala BoIS      | 10 | 1 | 0 | 9 | 9 - 93   | 2  |

## Slutspel om svenska mästerskapet

### Semifinaler
- AIK-IK Göta 9-5, 10-1
- Västerstrands AIK-Kareby IS 4-2, 7-2

### Final
- 18 mars 1995: AIK-Västerstrands AIK 6-4 (Studenternas IP, Uppsala)